# Poa keckii
Poa keckii là một loài cỏ trong họ hòa thảo, thuộc chi poa.